# 날씨가 좋으면 찾아가겠어요
《날씨가 좋으면 찾아가겠어요》는 2020년 2월 24일부터 2020년 4월 21일까지 방송된 JTBC 월화 드라마다. 이도우 작가의 동명 소설을 원작으로 했다.

## 기획의도
서울 생활에 지쳐 북현리로 내려간 해원이, 독립 서점을 운영하는 은섭을 다시 만나게 되며 펼쳐지는 가슴 따뜻한 힐링 로맨스.

## 등장 인물

### 주요 인물
- 박민영 : 목해원(28세) 역 - 무직, 전직 첼로 강사, 명주의 딸. 명여의 조카. 고등학교 동창. 은섭의 연인.

- 서강준 : 임은섭/김진호(28세) 역 - 북현리 굿나잇 책방 운영, 장우&해원&영우&보영의 고등학교 동창. 해원의 연인. 휘의 양오빠. 종필과 여정의 양아들.

- 문정희 : 심명여(48세) 역 - 전직 베스트셀러 소설가, 해원의 이모. 명주의 여동생. 주홍을 차로 들이받아 죽게한 진짜 진범.

- 이재욱 : 이장우(28세) 역 - 혜천시청 공무원, 해원&은섭&영우&보영의 고등학교 동창. 북클럽 회원.

- 임세미 : 김보영(28세) 역 - 영어보습 학원 강사, 해원의 고등학교 시절 친구

- 김환희 : 임휘(18세) 역 - 혜천고 2학년, 은섭의 이복동생. 전교 왕따. 종필과 여정의 딸.

### 북클럽 회원들
- 이태형 : 배근상(47세) 역 - LED 조명영업
- 추예진 : 권현지(18세) 역 - 혜천고 2학년, 하님약국집의 딸, 휘의 친구
- 이선희 : 최수정(48세) 역 - 전업주부, 명여의 친구
- 한창민 : 정승호(9세) 역 - 북현초등학교 2학년
- 이영석 : 정길복(77세) 역 - 승호의 할아버지, 폐지수거

### 해원이네
- 진희경 : 심명주(50세) 역 (아역 전유림) - 해원의 어머니, 무직. 가정 폭력 피해자. (5회특별출연)
- 이영란 : 윤혜자(72세) 역 - 해원의 할머니, 호두하우스 운영
- 서태화 : 목주홍 역 - 해원의 아버지, 명주의 남편. 명여의 형부. 가정 폭력 가해자. (11회 특별출연)

### 은섭이네
- 강신일 : 임종필(64세) 역 - 은섭의 양아버지, 온갖 동네 일 전문. 휘의 아버지.
- 남기애 : 윤여정(60세) 역 - 은섭의 양어머니, 전업주부. 휘의 어머니.

### 북현리 사람들
- 양혜지 : 지은실(28세) 역 - 강릉시청 공무원, 장우의 첫사랑, 혜천고 출신
- 김대건 : 김영수(19세) 역 - 혜천고 3학년
- 이봉련 : 장하님(47세) 역 - 하님약국 약사
- 윤상화 : 박흰돌(51세) 역 - 세기서림 대표

### 주변 인물
- 김영대 : 오영우(28세) 역 - 바리스타, 커피숍 운영, 혜천고 TOP 1 (5회 ~ 6회, 마지막회 특별출연)
- 황건 : 차윤택(48세) 역 - 출판사 편집장, 여행소설가, 명여의 첫사랑

### 그 외 인물
- 박정언 : 판사 역
- 신현종
- 박지원
- 김나미 : 신영춘 역
- 박한솔
- 윤설
- 이유리
- 윤지혜
- 노재훈 : 중희 역
- 이서안 : 조용미 역
- 서동오
- 옥찬유
- 박서경
- 이하음
- 전은미
- 한지원
- 김누림

## 촬영지
- 강원도 영월군 무릉도원면 도원리 - 강원도 해천읍 북현리
  - 영월 주천강 섶다리
  - 영월 서부시장
  - 영월 한국전력전우회
- 삼척시청
- 한국산업기술대학교
- 여주 대신고등학교
- 제천 개나리추모공원

## 시청률
최저 시청률과 최고 시청률은 시청률 조사회사와 지역별로 시청률에 차이가 있을 수 있습니다.
| 2020년      | 2020년      | 2020년                        | 2020년         | 2020년       |
| 회차        | 방송일      | 부제 (서브 타이틀)            | AGB 시청률     | AGB 시청률   |
| 회차        | 방송일      | 부제 (서브 타이틀)            | 대한민국(전국) | 서울(수도권) |
| ----------- | ----------- | ----------------------------- | -------------- | ------------ |
| 제1회       | 2월 24일    | 버드나무에 부는 바람          | 1.925%         | -            |
| 제2회       | 2월 25일    | 과거완료입니까.               | 1.559%         | -            |
| 제3회       | 3월 2일     | 늑대의 은빛 눈썹              | 2.460%         | -            |
| 제4회       | 3월 3일     | 꿈속의 옛집                   | 2.533%         | -            |
| 제5회       | 3월 16일    | 서쪽에서 온 귀인              | 2.316%         | -            |
| 제6회       | 3월 17일    | 전설을 찾아서                 | 2.076%         | -            |
| 제7회       | 3월 23일    | 오두막으로 가는 길            | 2.255%         | -            |
| 제8회       | 3월 24일    | 의심이 이루어지는 곳          | 2.598%         | -            |
| 제9회       | 3월 30일    | 쇠똥구리를 싫어한 소년의 비밀 | 2.151%         | -            |
| 제10회      | 3월 31일    | 이벤트를 합시다               | 2.148%         | -            |
| 제11회      | 4월 6일     | 두 개의 이야기                | 2.277%         | -            |
| 제12회      | 4월 7일     | 어떤 고백                     | 2.588%         | -            |
| 제13회      | 4월 13일    | 눈물차 레시피                 | 2.606%         | 2.686%       |
| 제14회      | 4월 14일    | 시스터필드의 미로             | 2.131%         | -            |
| 제15회      | 4월 20일    | 다시 만날 때까지              | 2.376%         | -            |
| 제16회      | 4월 21일    | 긴 겨울이 지나고              | 2.667%         | -            |
| 평균 시청률 | 평균 시청률 | 평균 시청률                   | 2.292%         | -            |

## OST
다음은 오리지널 사운드트랙(OST) 싱글 앨범에 포함된 곡들이며, 정렬기준은 출시 순입니다.
- Part.1 : 겨울이 꾸는 꿈처럼 - 곽진언 (2020년 2월 24일 발매)
- Part.2 : 시간의 문 - 정엽 (2020년 3월 2일 발매)
- Part.3 : 하루종일 - 규현 (2020년 3월 16일 발매)
- Part.4 : 내가 정말 사랑하는 사람이 있죠 - 별 (2020년 3월 31일 발매)
- Part.5 : 너를 본다 - 기련 (2020년 4월 6일 발매)
- Part.6 : 보고 싶은 밤 - 전상근 (2020년 4월 14일 발매)
- Part.7 : 추억이 머문 곳에서, 이젠 - 영은 (2020년 4월 21일 발매)

### 사운드 트랙
1. 겨울이 꾸는 꿈처럼 - 곽진언 04:10
2. 시간의 문 - 정엽 05:00
3. 하루종일 - 규현 05:00
4. 내가 정말 사랑하는 사람이 있죠 - 별
5. 너를 본다 - 기련
6. 보고 싶은 밤 - 전상근
7. 추억이 머문 곳에서, 이젠 - 영은

## 결방 사유 및 편성 변경
- 코로나19 확산 방지 차원에서, 9~10일 결방됨에 따라 5회는 16일에 방송된다고 밝혔다.

## 동시간대 드라마
- SBS 월화 미니시리즈

《아무도 모른다》 (2020년 3월 2일 ~ 2020년 4월 21일)
- KBS 2TV 월화 미니시리즈

《계약우정》 (2020년 4월 6일 ~ 2020년 4월 14일)
《본 어게인》 (2020년 4월 20일 ~ 2020년 6월 9일)
- MBC 월화 미니시리즈

《365: 운명을 거스르는 1년》 (2020년 3월 23일 ~ 2020년 4월 28일)
- tvN 월화 드라마

《방법》 (2020년 2월 10일 ~ 2020년 3월 17일)
《반의 반》 (2020년 3월 23일 ~ 2020년 4월 28일)

## 같이 보기
- 대한민국의 텔레비전 드라마 목록 (ㄴ)
- 2020년 대한민국의 텔레비전 드라마 목록